# شبانه‌روز (فیلم)
شبانه‌روز فیلمی به کارگردانی و نویسندگی امید بنکدار و کیوان علیمحمدی محصول سال ۱۳۸۷ است. در ساخت این فیلم با هنرمندان مطرحی چون بهرام بیضایی، بهمن فرمان آرا، کامبوزیا پرتوی و شبنم طلوعی در مقام مشاور کارگردان مشورت شده است.

## داستان فیلم
این فیلم ترکیب چهار داستان است که به طور موازی با هم روایت می‌شوند. تاج السلطنه دختر ناصرالدین شاه که از دسیسه‌های اندرونی دربار و بی وفایی شوهرش به تنگ آمده، خاطراتش را برای پسرخاله و معلمش سلیمان بازگو می‌کند. در حالی که سلیمان مدام از گفتن آنچه در دل دارد طفره می‌رود. فوژان رهایی طراح لباس است قرار است با پسرعمه‌اش فرزان ازدواج کند اما پس از آشنایی با بابک زندگی اش تغییر می‌کند. مرجان با وجود شکست در ازدواج اولش با فرهاد و بیماری مادرش تلاش می‌کند دوباره روی پاهای خود بایستد و با توسل به عشق همسر دومش، فرخ، که اکثر اوقات در سفر است، زندگی اش را از نو بسازد. سیاوش کسرایی نقاشی است که زندگی آرامی را در کنار همسرش بهار دارد تا آنکه مرگ بهار آرامش او را در هم می‌ریزد. او افسرده می‌شود و یک شب پیکر بی‌هوش دختری را در خیابان پیدا می‌کند. حال جسمی دختر بهتر می‌شود اما حتی نام خود را به یاد نمی‌آورد. فوژان در روز عروسی اش با بابک برآشفته می‌شود و از آرایشگاه می‌گریزد. در همان روز صدای زنگ تلفن همراه در دربار قاجاری صحنه فیلمبرداری را به هم می‌زند و در می‌یابیم آنچه از زندگی تاج السلطنه دیده‌ایم، فیلم بوده است. تلفن همراه حورا شیوا (بازیگر نقش تاج السلطنه) دوباره زنگ می‌زند و به او خبر می‌رسد که برای پسرش در مدرسه اتفاقی افتاده و او را به بیمارستان برده‌اند. سیاوش همچنان از دختر مراقبت می‌کند و حضور این مهمان ناخوانده دوباره زندگی را به خانه او بازمی‌گرداند. دختر کم‌کم‌دل بسته سیاوش می‌شود و یک شب اعتراف می‌کند که نامش رعناست. او در این این مدت دروغ می‌گفته، با دوست جوانش از خانه فرار کرده بود و حافظه اش ایرادی ندارد. حورا به دنبال همسرش می‌گردد و او را نمی‌یابد. خود را به بیمارستان می‌رساند و محمدرضا فروتن بازیگر نقش سلیمان به کمک او می‌آید…

## بازیگران
- نیکی کریمی در نقش مرجان
- مهناز افشار در نقش فوژان رهایی
- حامد بهداد در نقش حسین سیاوش کسرایی
- آزاده صمدی در نقش نگار
- حمیدرضا پگاه در نقش بابک
- پارسا پیروزفر در نقش فرخ فروزش
- محمدرضا فروتن در نقش‌های سلیمان و شهرام
- مهتاب کرامتی در نقش‌های تاج‌السلطنه و حورا شیوا
- خاطره اسدی در نقش نوا
- ستاره اسکندری در نقش مامک
- بهنوش بختیاری در نقش سارا
- مریم بوبانی در نقش خاله جان
- رؤیا جاویدنیا در نقش بهار
- فریبا جدی‌کار در نقش ماجون
- نگار جواهریان در نقش رعنا
- لادن طباطبایی در نقش سیما
- سپیده علایی در نقش امین اقدس
- سعید فروتن در نقش بهمن
- شاهرخ فروتنیان در نقش فرهاد
- بهروز قادری در نقش ناصرالدین شاه
- فرزان اطهری در نقش فرزان
- فلامک جنیدی